# Hong Kong Trade Development Council
Das Hong Kong Trade Development Council, kurz HKTDC (chinesisch 香港貿易發展局 / 香港贸易发展局, ugs. kurz 貿發局 / 贸发局), ist eine 1966 gegründet halbstaatliche Non-Profit-Organisation zur Förderung der internationalen Wirtschaft- und Handelsbeziehungen Hongkongs.

## Aktivitäten des HKTDC

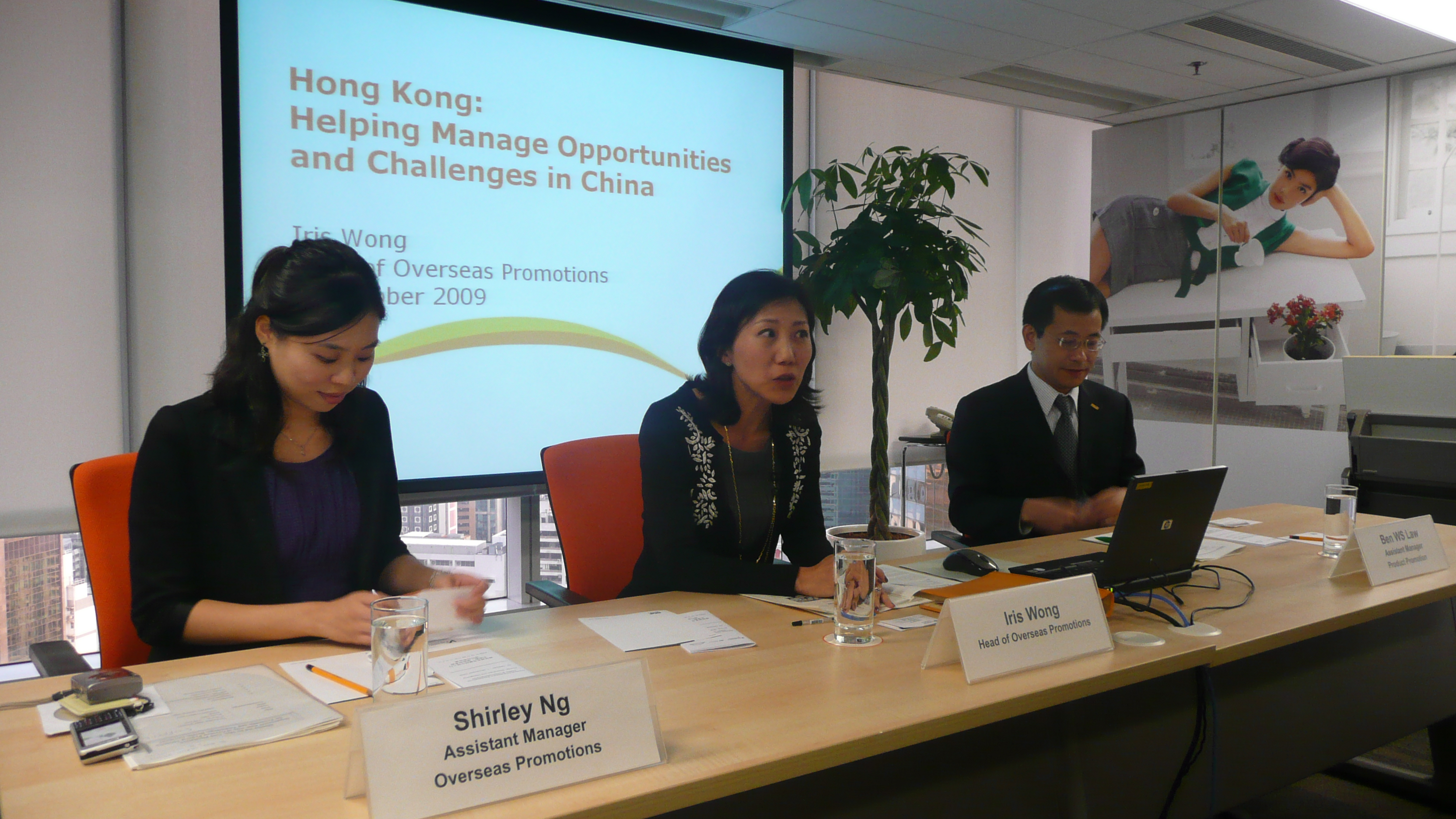
HKTDC-Zentrale in Wanchai, HK Island 2009

Mit einem weltweiten Netz von über 40 Niederlassungen (Stand 2020, 50 Büros) in rund 30 Ländern auf sechs Kontinenten weltweit, 11 davon auf dem chinesischen Festland und eine in Taipeh, bietet das HKTDC eine Plattform für Geschäftskontakte mit China und dem restlichen Asien – inklusive Büros in Indien, Japan und Australien. Hierzu organisiert sie Messen und Ausstellungen sowie Geschäftsreisen (Business Missions). Mittlerweile hat es sich zum größten Messeveranstalter Asien entwickelt. Die Arbeit des HKTDC hat sich positiv auf die Entwicklung und Profilierung Hongkongs auf der internationalen Wirtschafts- und Handelsbühne ausgewirkt.
- Jährlich führt das HKTDC 480 Informationsveranstaltungen durch, auf denen sich interessierte Unternehmen über die wirtschaftlichen Möglichkeiten und Standortvorteile Hongkongs informieren können.
- Mehr als 80 Gemeinschaftsstände werden für Unternehmen aus Hongkong auf internationalen Messen organisiert.
- Das HKTDC ist an der Durchführung von ca. 30 internationalen Messen und Fachausstellungen in Hongkong beteiligt.[10]
- Das HKTDC betreibt ein computergestütztes Auskunftssystem zur Wirtschaft Hongkongs.
- Es werden Produktmagazine herausgegeben und Marktstudien erarbeitet.
- Das HKTDC empfängt und betreut ausländische Wirtschaftsdelegationen in Hongkong.

Die Vertretung in Deutschland befindet sich in Frankfurt am Main. Gemeinsam mit der Messe Frankfurt organisiert der HKTDC jährlich die Eco Expo Asia.

## HKTDC Messen in Hongkong (Auswahl)
Zu den jährlich vom HKTDC in Hongkong veranstalteten Messen zählen u. a.:
- HKTDC Hong Kong Toys & Games Fair
- HKTDC Food Expo
- HKTDC Hong Kong Electronics Fair (Frühlingsausgabe)
- HKTDC International ICT Expo
- HKTDC Hong Kong Book Fair
- HKTDC Hong Kong Electronics Fair (Herbstausgabe) / electronicAsia
- Eco Expo Asia - International Trade Fair on Environmental Protection
- HKTDC Hong Kong International Wine & Spirits Fair

Quelle: HKTDC

## Galerie

Messeveranstaltungen des HKTDC
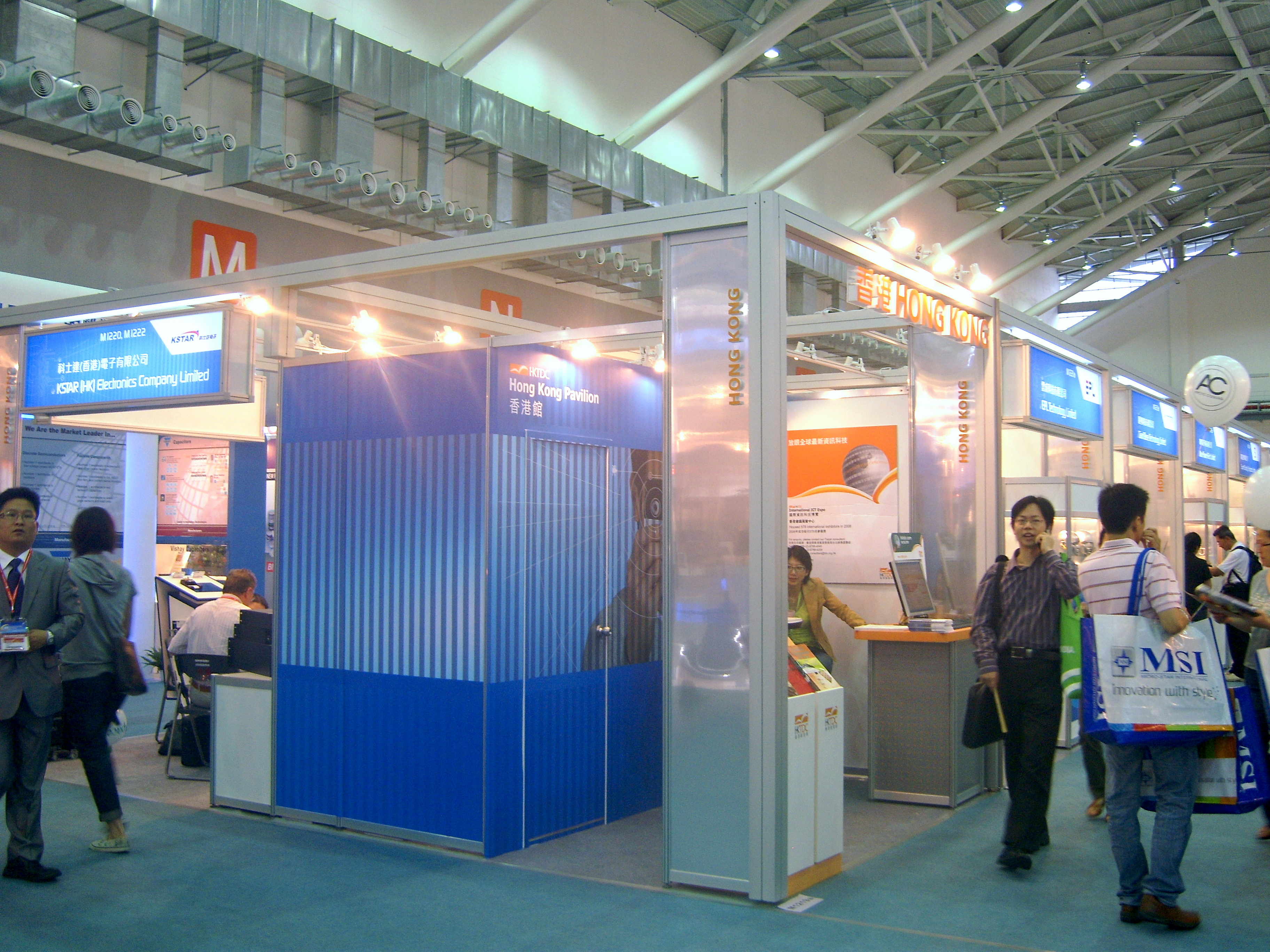
Computex 2008 – Hong Kong Pavilion, Hongkong 2008
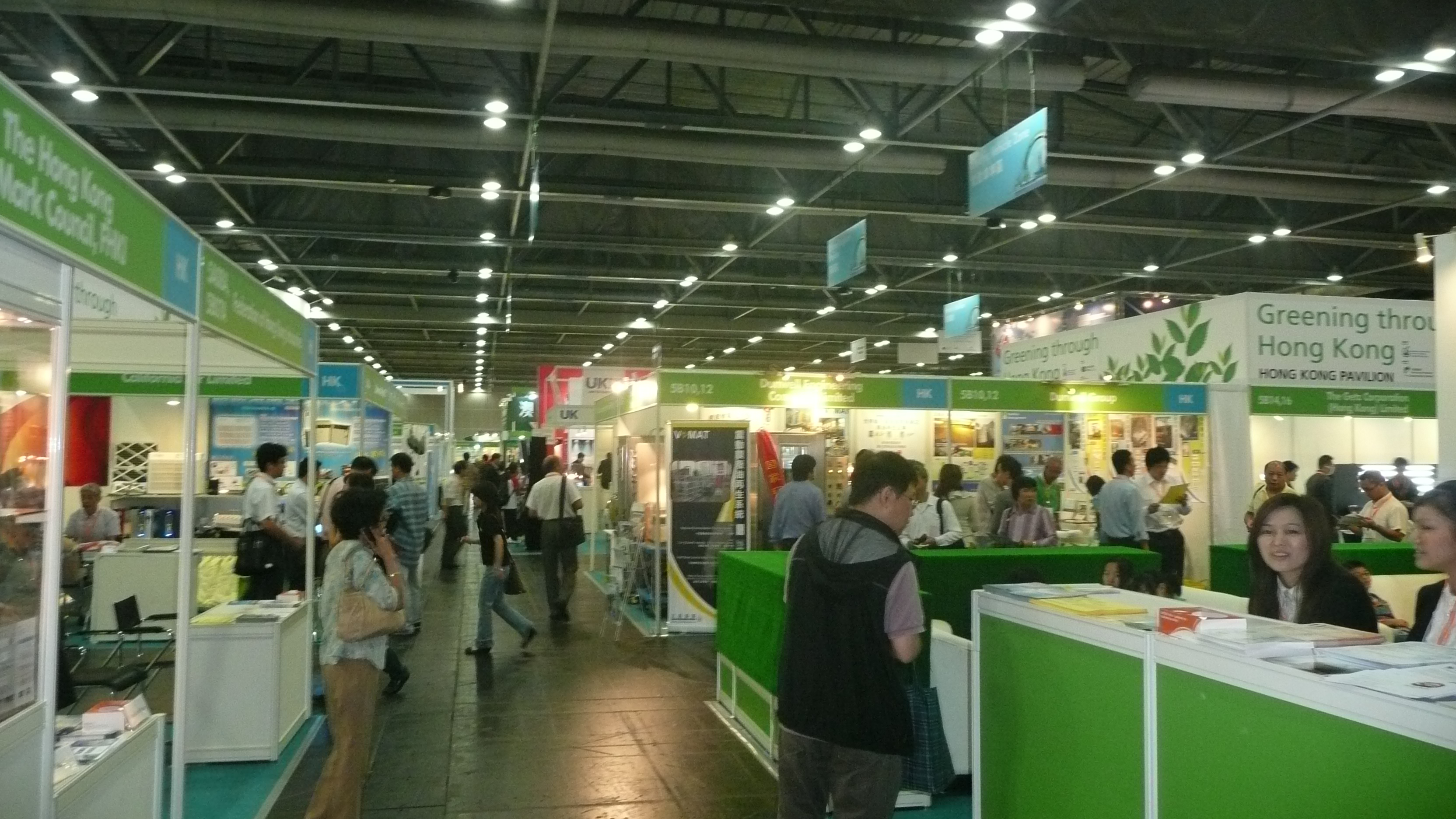
Eco Expo Asia – In Zusammenarbeit mit der Messe Frankfurt, Hongkong 2009
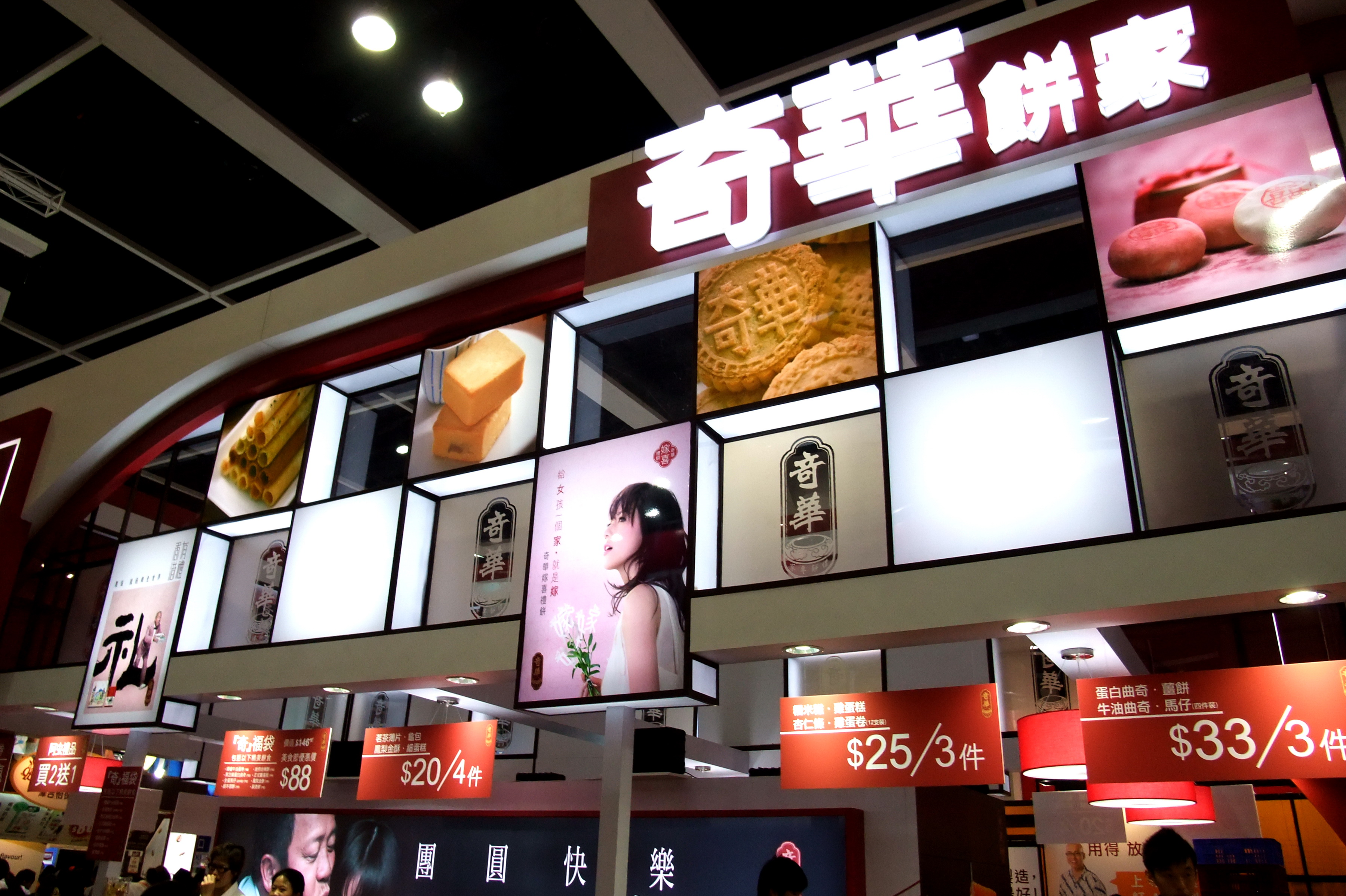
Hong Kong Food Expo, 2011
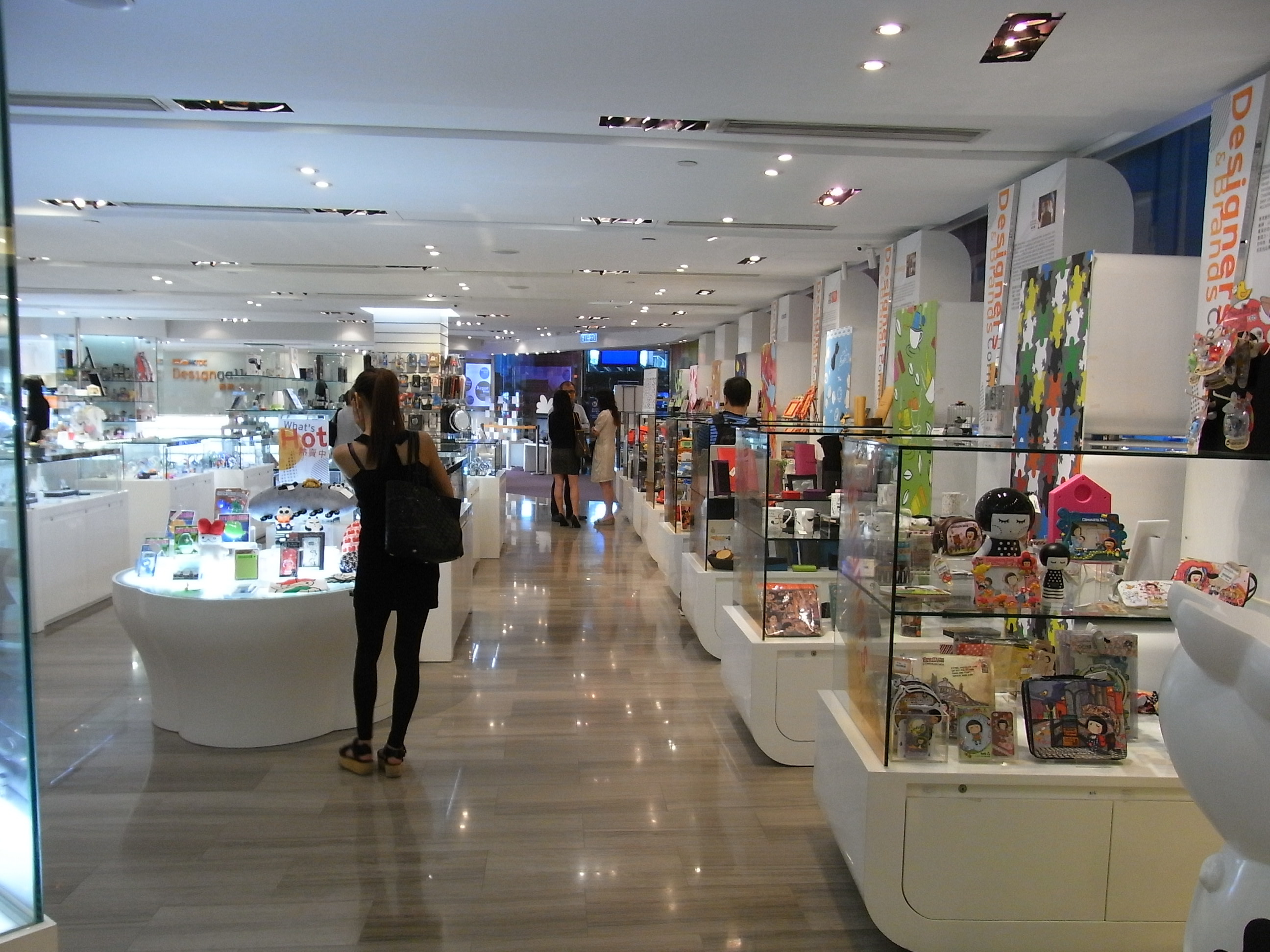
Hong Kong Design Gallery, 2012
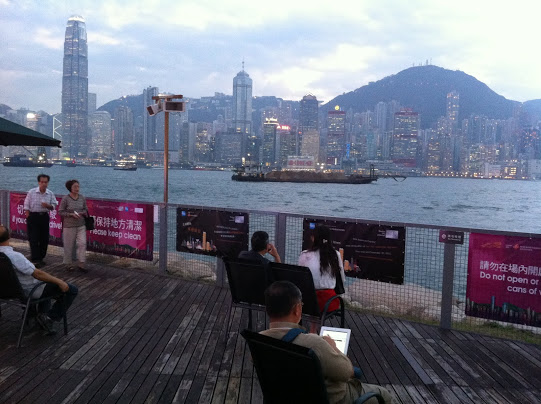
HK Wine & Dine, Waterfront West Kowloon 2012
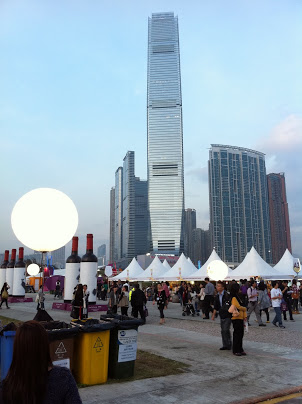
HK Wine & Dine – Stand, 2012
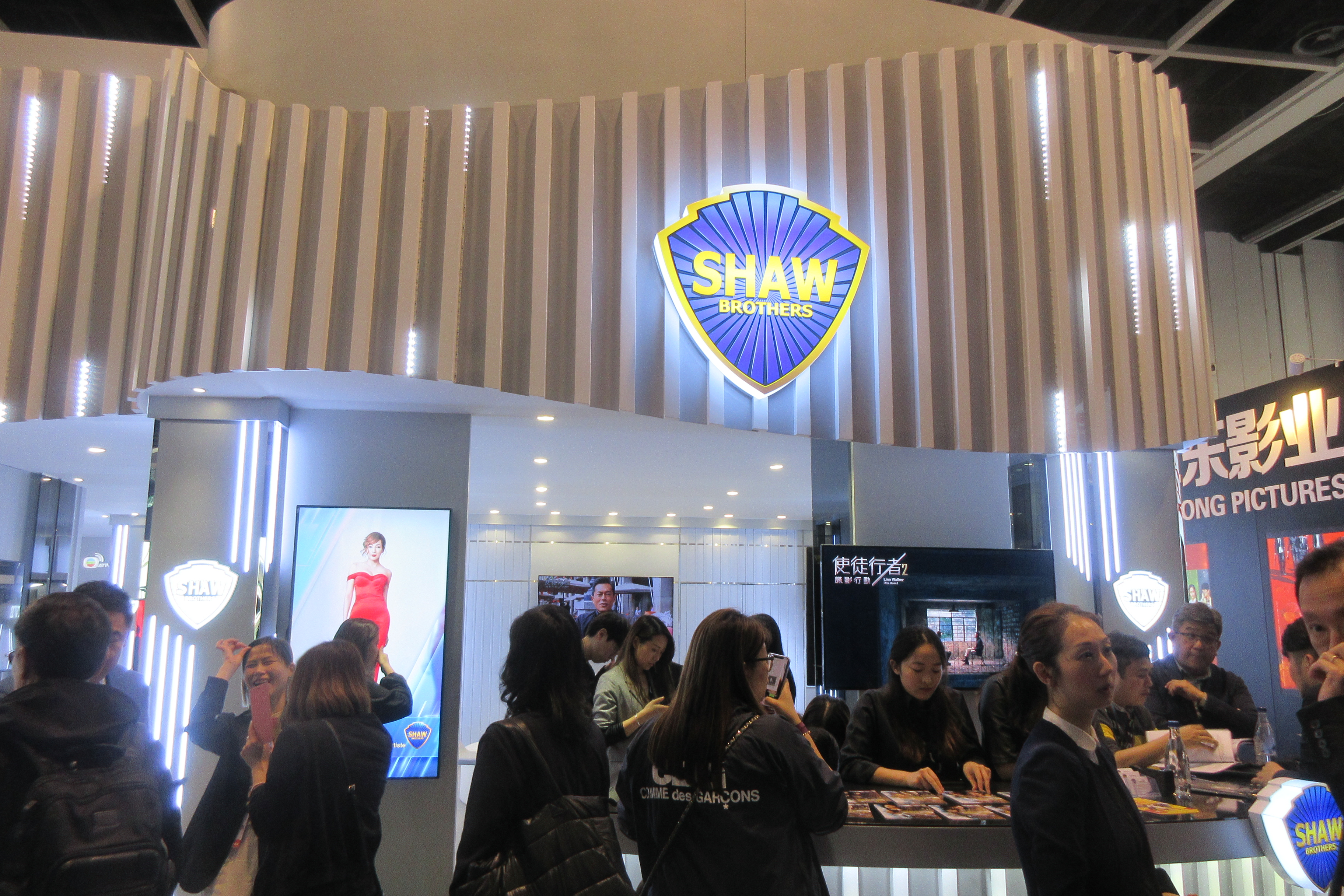
Hong Kong Filmart, Shaw Bros. 2019
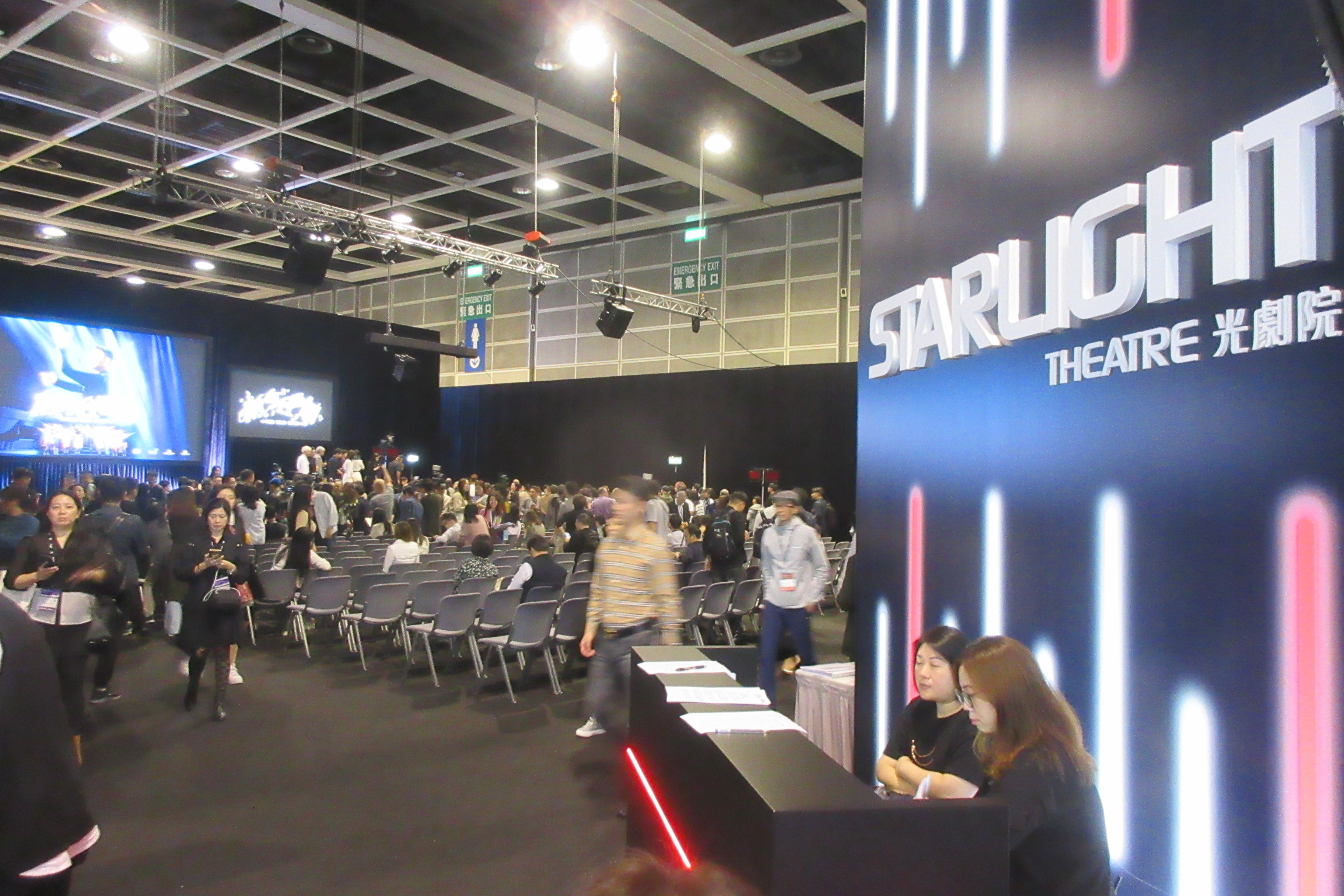
Hong Kong Filmart, Wanchai 2019